# Drillia clionellaeformis
Drillia clionellaeformis is een slakkensoort uit de familie van de Drilliidae. De wetenschappelijke naam van de soort is voor het eerst geldig gepubliceerd in 1875 door Weinkauff & Kobelt.